# Мевалонова кислота

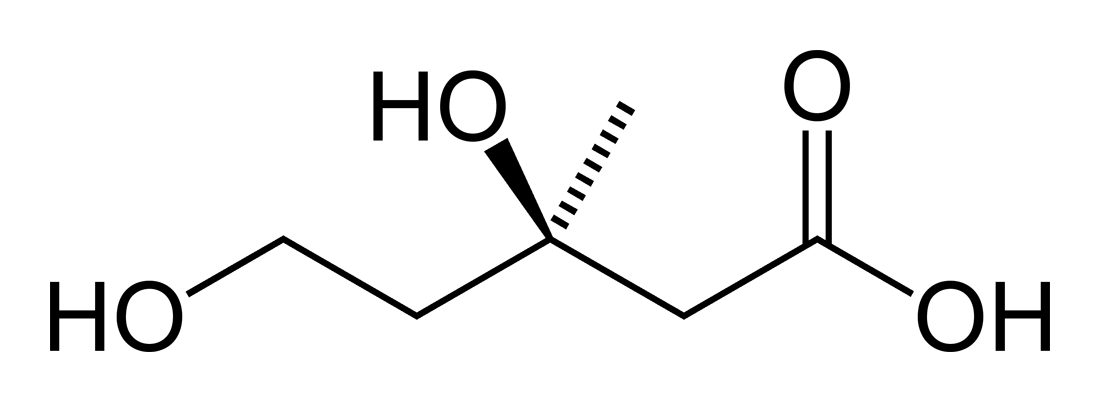
Мевалонова кислота

Мевалоновий шлях

Мевало́нова кислота́ (3-мети́л-3,5-діо́ксивалеріа́нова кислота́) — органічна сполука ряду оксикарбонових кислот. За звичайних умов є безбарвними, розчинними у воді кристалами. Сполука існує у вигляді двох енантіомерів. (R)-мевалонова кислота є одним з ключових органічних кислот — метаболітів, попередником в біосинтетичному шляху, відомому як мевалонатний шлях, який веде до утворення терпенів і стероїдів.

## Мевалонатний шлях
Синтез холестерину в біологічних системах починається з молекули ацетилкофермента А (біохімічно активованої форми оцтової кислоти), з якої походять всі атоми вуглецю холестерину. Три молекули ацетилкоферменту А з'єднуються з утворенням молекули 3-гідрокси-3-метилглутарил-коферменту А, основу якої складає фрагмент з 6 атомів вуглецю, який відновлюється до мевалонової кислоти. Мевалонова кислота потім перетворюється на п'ятивуглецевий ізопентенілпірофосфат, який, пройшовши через серію конденсацій, утворює сквален. Цей вуглеводень циклизуєтся до ланостерину і, з втратою врешті-решт трьох вуглецевих атомів, утворює холестерин.